# Sørgemarsch til minde om Johan Selmer
Sørgemarsch til minde om Johan Selmer is een compositie van Hjalmar Borgstrøm. Het is een begrafenismars ter nagedachtenis van de eveneens Noorse componist Johan Selmer, die 21 juli 1910 is overleden. Op 26 november 1910 werd het uitgevoerd tijdens een concert waarbij meerdere stukken van Selmer werden uitgevoerd. Het concert werd gegeven door Musikforeningen, waarschijnlijk onder leiding van Iver Holter. Zijn koor was namelijk tijdens dat concert ook een van de uitvoerenden.